# ゼン・アンド・ナウ (ザ・フーのアルバム)
『ゼン・アンド・ナウ』（Then and Now）は、イングランドのロック・バンドであるザ・フーが2004年に発表したコンピレーション・アルバムである。

## 概要

### 経緯
ザ・フーの歴史は、1964年にピート・タウンゼント（ギター、ヴォーカル）、ロジャー・ダルトリー（リード・ヴォーカル）、ジョン・エントウィッスル（ベース・ギター、ヴォーカル）、キース・ムーン（ドラムス）の顔ぶれで始まった。1978年にムーンが死去すると、彼等は元フェイセズのケニー・ジョーンズを迎えて活動を続けたが、1983年に解散した。
1996年、タウンゼント、ダルトリー、エントウィッスルが再結集。彼等は6月29日にロンドンのハイド・パークで開かれたプリンス・トラスト（Prince's Trust）の慈善コンサート"Master Of Music"に出演して、アルバム『四重人格』（1973年）を完全再演し、引き続いて7月16日から22日まで、ニューヨークのマジソン・スクウェア・ガーデンで『四重人格』コンサートを計6回行なった。さらに彼等は10月13日から12月11日までアメリカ、カナダ、イングランド、1997年4月から8月までヨーロッパ、アメリカ、カナダで『四重人格』ツアーを行なった。
1999年10月、タウンゼントら3人は、『四重人格』ツアーに参加したザック・スターキー（ドラムス）とジョン・バンドリック（キーボード）をツアー・メンバーに迎えてザ・フーを再結成。彼等は29日にアメリカのインターネット企業であるピクセロン・コム社がラスベガスのMGMグランドで開いたiBASH '99、30日と31日にはニール・ヤング夫妻が主催するブリッジ・スクール・ベネフィットに出演。11月にはシカゴのハウス・オブ・ブルース、12月にはロンドン西部のシェパーズ・ブッシュのシェパーズ・ブッシュ・エンパイアで、それぞれ二回づつコンサートを開いた。2000年は6月から10月までアメリカ・カナダ・ツアー、10月から11月までイギリス・ツアーを行なった。2001年10月20日には、アメリカ同時多発テロ事件の被害者の為にマジソン・スクウェア・ガーデンで開かれたザ・コンサート・フォー・ニューヨーク・シティに出演した。
2002年6月、アメリカ・ツアーの開始直前にエントウィッスルが滞在先のラスベガスで急死。タウンゼントとダルトリーはピノ・パラディーノ（ベース・ギター）、サイモン・タウンゼント（ギター、ヴォーカル）、スターキー、バンドリックと共にツアーを行なった。
2004年、彼等は18曲の既発表曲と2曲の新曲を収録した本作を発表。新曲の発表は、タウンゼントのソロ・アルバム『アイアン・マン』(1989年）に収録された「ディグ」以来、15年ぶりだった。

### 内容

#### 既発表曲
全18曲の内訳は以下の通り。
- 『マイ・ジェネレーション』（1965年）から2曲
- 『セル・アウト』（1967年）から1曲
- 『トミー』（1969年）から2曲
- 『ライブ・アット・リーズ』（1970年）から1曲
- 『フーズ・ネクスト』（1971年）から2曲
- 『四重人格』（1973年）から2曲
- 『ザ・フー・バイ・ナンバーズ』（1975年）から1曲
- 『フー・アー・ユー』（1978年）から1曲
- 『フェイス・ダンシズ』（1980年）から1曲
- アルバム未収録曲が5曲[注釈 10]

※『ア・クイック・ワン』（1966年）と『イッツ・ハード』（1982年）の収録曲は含まれていない。

#### 新曲
- Real Good Looking Boy
- Old Red Wine
'Real Good Looking Boy'[14]はエルヴィス・プレスリーに捧げられた曲で、「好きにならずにいられない」の前奏が使用されている[15]。同曲はスターキー、バンドリック、グレッグ・レイク（ベース・ギター）、サイモン・タウンゼントを招いて録音された。'Old Red Wine'[14]はエントウィッスルに捧げられた曲で、スターキー、バンドリック、パラディーノを招いて録音された。プロデューサーはサイモン・タウンゼント。

## 収録曲
作詞・作曲の記載がない曲はピート・タウンゼント作である。
| #         | タイトル                                                         | 作詞・作曲 | 録音年月日及び場所・プロデュ―サー・オリジナル | 時間  |
| --------- | ---------------------------------------------------------------- | ---------- | --- | ----- |
| 1.        | 「アイ・キャント・エクスプレイン I Can't Explain」               |            | - 1964年11月、パイ・スタジオ（Pye Studios）、ロンドン - シェル・タルミー - シングル『アイ・キャント・エクスプレイン』A面（1965年1月5日、1964年12月）                                                          | 2:06  |
| 2.        | 「マイ・ジェネレイション My Generation」                         |            | - 1965年10月、IBC スタジオ、ロンドン - シェル・タルミー - アルバム『マイ・ジェネレイション』（1965年12月、1966年4月）                                                                                         | 3:18  |
| 3.        | 「キッズ・アー・オールライト The Kids Are Alright」(Single edit) |            | - 1965年10月、IBC スタジオ、ロンドン - シェル・タルミー - アルバム『マイ・ジェネレイション』 | 2:46  |
| 4.        | 「恋のピンチ・ヒッター Substitute」                              |            | - 1966年2月、サウンド・スタジオ、ロンドン - ザ・フー - シングル『恋のピンチ・ヒッター』A面（1966年3月14日、1966年4月2日）                                                                                     | 3:48  |
| 5.        | 「アイム・ア・ボーイ I'm a Boy」                                 |            | - 1966年7月‐8月、IBC スタジオ、ロンドン - キット・ランバート - シングル『アイム・ア・ボーイ』A面（1966年8月26日、1966年12月）                                                                                 | 2:37  |
| 6.        | 「ハッピー・ジャック Happy Jack」                                |            | - 1966年11月、リージェント・サウンド・スタジオとCBSスタジオ、ロンドン - キット・ランバート - シングル『ハッピー・ジャック』A面（1966年12月6日、1967年3月18日）                                                | 2:11  |
| 7.        | 「恋のマジック・アイ I Can See for Miles」                       |            | - 1967年5月‐9月、CBSスタジオ、ロンドン; タレントマスターズ・スタジオ、ニューヨーク; ゴールド・スター・スタジオ、ロサンゼルス - キット・ランバート - アルバム『セル・アウト』（(1967年12月15日、1968月1月6日） | 4:07  |
| 8.        | 「マジック・バス Magic Bus」                                     |            | - 1968年5月、アドビジョン・スタジオ、ロンドン - キット・ランバート - シングル『マジック・バス』A面（1968年10月11日、1968月7月27日）                                                                           | 3:20  |
| 9.        | 「ピンボールの魔術師 Pinball Wizard」                            |            | - 1969年2月、モーガン・スタジオ、ロンドン - キット・ランバート - アルバム『トミー』（1969年5月23日、1969月5月17日）                                                                                           | 3:02  |
| 10.       | 「シー・ミー・フィール・ミー See Me, Feel Me」                   |            | - 1969年初頭、IBCスタジオ、ロンドン - キット・ランバート - アルバム『トミー』 | 3:26  |
| 合計時間: | 合計時間:                                                        | 合計時間:  | 合計時間: | 30:41 |

| #         | タイトル                                                     | 作詞・作曲                                                          | 録音年月日及び場所・プロデュ―サー（アソシエイト・プロデューサー）・オリジナル | 時間  |
| --------- | ------------------------------------------------------------ | ------------------------------------------------------------------- | --- | ----- |
| 1.        | 「サマータイム・ブルース Summertime Blues」(Live)            | Eddie Cochran, Jerry Capehart                                       | - 1970年2月14日、リーズ大学に設置されたパイ・スタジオ所有の移動式スタジオ - ザ・フー - アルバム『ライヴ・アット・リーズ』（1970年5月、1970年5月）                                        | 3:25  |
| 2.        | 「ビハインド・ブルー・アイズ Behind Blue Eyes」              |                                                                     | - 1971年5月‐6月、オリンピック・スタジオ、ロンドン - ザ・フー（グリン・ジョンズ） - アルバム『フーズ・ネクスト』（1971年8月、1971年8月）                                                  | 3:41  |
| 3.        | 「無法の世界 Won't Get Fooled Again」                        |                                                                     | - 1971年4月‐5月、 ローリング・ストーンズの移動式スタジオ、バークシャー、スターグローヴス; オリンピック・スタジオ、ロンドン - ザ・フー（グリン・ジョンズ） - アルバム『フーズ・ネクスト』 | 8:32  |
| 4.        | 「5時15分 5:15」                                             |                                                                     | - 1973年6月、ザ・キッチン、バタシー - ザ・フー - アルバム『四重人格』（1973年11月、1973年10月）                                                                                          | 5:02  |
| 5.        | 「愛の支配 Love, Reign o'er Me」(Single edit)                |                                                                     | - 1973年6月、オリンピック・スタジオ、ロンドン - ザ・フー - アルバム『四重人格』 | 3:10  |
| 6.        | 「スクイーズ・ボックス Squeeze Box」                         |                                                                     | - 1975年5月‐6月、シェパートン・スタジオに設置されたアイランド・スタジオ所有の移動式スタジオ - グリン・ジョンズ - アルバム『ザ・フー・バイ・ナンバーズ』（1975年10月3日、1975年10月25日） | 2:42  |
| 7.        | 「フー・アー・ユー Who Are You」(Single edit)                |                                                                     | - 1977年10月‐12月、ランポート・スタジオ、ロンドン; イール・パイ・スタジオ、ゴーリング - グリン・ジョンズ - アルバム『フー・アー・ユー』（1978年8月18日、1978年8月18日）                  | 5:05  |
| 8.        | 「ユー・ベター・ユー・ベット You Better You Bet」            |                                                                     | - 1980年11月、オディッセイ・スタジオ、ロンドン - ビル・シムジク - アルバム『フェイス・ダンシズ』（1981年3月16日、1981年3月16日）                                                         | 5:37  |
| 9.        | 「リアル・グッド・ルッキング・ボーイ Real Good Looking Boy」 | Pete Townshend, Luigi Creatore, Hugo E. Peretti, George David Weiss | - 2003年–2004年、イール・パイ・スタジオ、ゴーリング - サイモン・タウンゼント - 本作 | 5:42  |
| 10.       | 「オールド・レッド・ワイン Old Red Wine」                    |                                                                     | - 2004年、イール・パイ・スタジオ、ゴーリング - サイモン・タウンゼント - 本作 | 3:43  |
| 合計時間: | 合計時間:                                                    | 合計時間:                                                           | 合計時間: | 46:39 |

## 参加ミュージシャン
Disc One
- ロジャー・ダルトリー　Roger Daltrey – ヴォーカル
- ピート・タウンゼント　Pete Townshend – ギター、キーボード、ヴォーカル
- ジョン・エントウィッスル　John Entwistle – ベース・ギター、金管楽器、ヴォーカル
- キース・ムーン　Keith Moon – ドラムス

Disc Two
- ロジャー・ダルトリー – ヴォーカル
- ピート・タウンゼント – ギター、キーボード、ヴォーカル
- ジョン・エントウィッスル – ベース・ギター、金管楽器、ヴォーカル (1-8)
- キース・ムーン – ドラムス (1-7)
- ケニー・ジョーンズ　Kenney Jones – ドラムス (8)
- ザック・スターキー　Zak Starkey – ドラムス (9, 10)
- グレッグ・レイク　Greg Lake – ベース・ギター (9)
- ピノ・パラディーノ　Pino Palladino – ベース・ギター (10)
- ジョン・バンドリック　John "Rabbit" Bundrick – キーボード (8-10)
- サイモン・タウンゼント　Simon Townshend – ギター、キーボード (9)